# Museum für Kunst und Gewerbe Hamburg
Das Museum für Kunst und Gewerbe Hamburg ist ein Kunstgewerbemuseum in Hamburg. Es wurde 1877 als fünftes Kunstgewerbemuseum im deutschsprachigen Raum (nach Liegnitz, Leipzig, Wien und Berlin) gegründet. Das Museumsgebäude am Steintorplatz im Stadtteil St. Georg am Hauptbahnhof beherbergte bis 1970 auch eine Gewerbeschule und von 1876 bis 1905 das Realgymnasium des Johanneums. Das Museum wird von einer Stiftung des öffentlichen Rechts getragen und hat den Zweck einer „Einrichtung der Kultur, insbesondere der Kunst und angewandten Kunst, mit seinen Sammlungen aus den europäischen, antiken und asiatischen Kulturkreisen“.
Die Sammlung umfasst über 600.000 Objekte und ist in vierzehn Bereiche aufgeteilt. Hervorzuheben sind mehrere Period Rooms, darunter der Spiegelsaal aus dem Budge-Palais, das „Pariser Zimmer“ und Verner Pantons Spiegel-Kantine. 2015 kamen 241.000 Besucher, im Jahr 2023 waren es 213.000 Gäste.

## Geschichte

### Geschichte des Museums

#### Gründung
Die erste Anregung zur Gründung des Museums kam 1861 von der Patriotischen Gesellschaft, Gewerbeschulen sowie eine Mustersammlung zur Förderung des städtischen Gewerbes einzurichten. Über Jahre hinweg verfolgte die Patriotische Gesellschaft diese Idee und brachte sie in die Hamburger Politik ein, 1865 beschloss dann der Senat die Eröffnung einer Gewerbeschule und einer Schule für Bauhandwerker.
1868 sammelte ein aus der Patriotischen Gesellschaft heraus gegründeter „Gewerbe-Verein“ private Mittel in Höhe von 13.000 Mark, mit denen der Schriftführer des Vereins, der damals 25-jährige Justus Brinckmann, erste Ankäufe für ein Museum tätigte, unter anderem auf der Weltausstellung 1873 in Wien.
1869 veröffentlichte die Gesellschaft einen Aufruf zur Gründung eines Museums:

„Einsichtsvolle Gewerbetreibende haben die Ueberzeugung ausgesprochen, dass, theils um die in so mannigfacher Weise in Hamburg betriebenen Gewerbe zu höherer Blüthe zu heben, theils aber auch, um allgemein zur Läuterung des Geschmackes in kunstgewerblicher Richtung beizutragen, eine Anstalt ins Leben zu rufen sei, welche in ähnlicher Weise, wie das Museum zu Kensignton oder wie das Museum für Kunst und Industrie in Wien, die Aufgabe verfolt, jene Ziele durch Herbeischaffung der Hülfsmittel, welche Künste und Wissenschaften den Gewerben bieten, und durch Ermöglichung einer leichten Benutzung derselben zu fördern. Diese Ueberzeugung, unterstützt durch die glänzenden Erfahrungen anderer Städte, gab auch der hiesigen Patriotischen Gesellschaft und dem Gewerbeverein Anlass, die Gründung eines HAMBURGISCHEN MUSEUMS FÜR KUNST UND GEWERBE anzuregen.“

Auch „Die Commission zur Errichtung eines Museums für Kunst und Gewerbe“ und deren Mitglieder veröffentlichten diesen Text. Er erschien in einer Anzeige am 14. November 1869. Anlass hatte eine „Ausstellung kunstgewerblicher Erzeugnisse älterer und neuerer Zeit“ in den Börsen-Arkaden geboten, die wenige Tage zuvor am 5. November eröffnet worden war.
Das Museum wurde am 15. September 1874 als fünftes Kunstgewerbemuseum im deutschsprachigen Raum gegründet. Es befand sich zunächst in einem „provisorischen Ausstellungslocal“ bei St. Annen. Im gleichen Jahr erkannte der Senat den Standortnachteil Hamburgs im Kunstgewerbe und bewilligte die Finanzierung des Museums zur Förderung des regionalen Kunstgewerbes.
Im September 1876 bezog die „Allgemeine Gewerbeschule“,  zu der auch die „Staatliche Baugewerkschule“ gehörte, den neu errichteten Schul- und Museumsbau am damaligen Lämmermarkt. Am Ende des Monats wurde dann das Museum für Kunst und Gewerbe Hamburg eröffnet. Dort teilte es sich zunächst 18 Räume im Erdgeschoss mit dem Botanischen Museum und dem Völkerkundemuseum.
Ziel des Gründungsdirektors Justus Brinckmann war es, „den Geschmack zu bilden und das künstlerische Niveau des Handwerks zu steigern“. Regionalen Kunsthandwerkern sollten Beispiele vorbildlicher Gestaltung aus der ganzen Welt gezeigt werden. Vorbilder waren das South Kensington Museum (gegründet 1852, heute Victoria and Albert Museum, London), das Österreichische Museum für Kunst und Industrie (gegründet 1863, heute Museum für angewandte Kunst Wien) und das Deutsche Gewerbemuseum (gegründet 1867, heute Kunstgewerbemuseum Berlin).

#### Erste Jahre

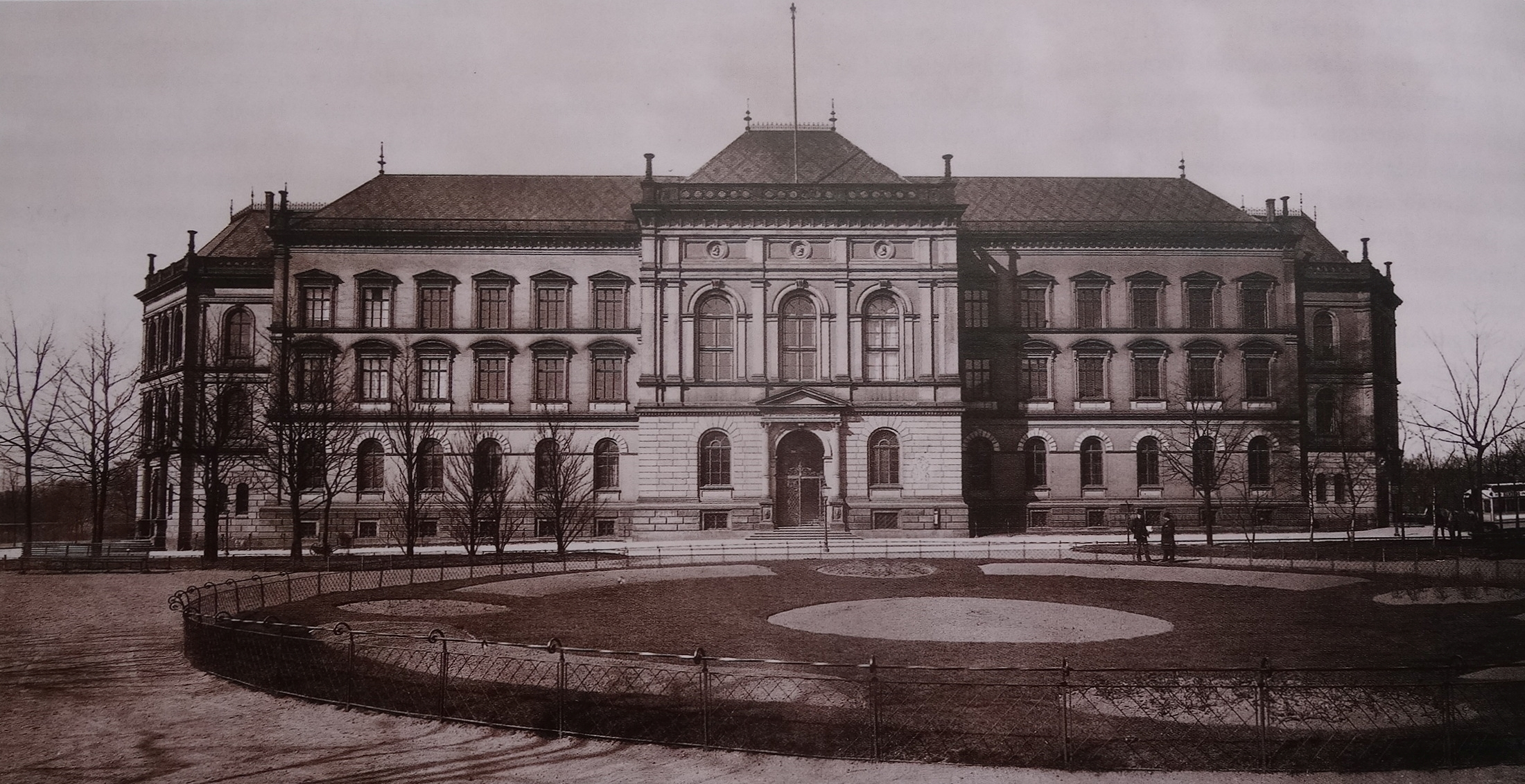
Ansicht von Osten (Hauptfassade) von 1885

Der Jurist Brinckmann leitete das Museum bis 1915. Er besuchte die Weltausstellungen in Antwerpen (1885) und Paris (1900) und erwarb als vorbildlich empfundenes Kunsthandwerk. Aus der Zeit seiner Leitung stammen vor allem Fotografien, Plakatkunst, Jugendstilobjekte und japanische Kunst. Ab 1879 fand eine jährliche Messe für Kunst und Handwerk statt, die heute noch durchgeführt wird. In der Frühzeit des Museums verlieh das Museum auch Objekte an Handwerker zur Inspiration.
Brinckmanns Nachfolger Max Sauerlandt (1919–1933) ergänzte die Sammlung zu einer umfassenden historischen Darstellung. Gleichzeitig wurde zeitgenössische Kunst angekauft, darunter ein namhafter Bestand an Werken des Expressionismus.

Im April 1933 wurde Sauerlandt nach dem Gesetz zur Wiederherstellung des Berufsbeamtentums wegen seines Eintretens für die „Entartete Kunst“ als Museumsleiter entlassen. 1937 wurden in der Aktion „Entartete Kunst“ aus der Sammlung 279 Werke von Karl Ballmer, Eduard Bäumer, Alwin Blaue, Fortuna Brulez-Mavromati (1893–1953), Otto Dix, Otto Freundlich, Willem Grimm, Richard Haizmann, Karl Hartung, Erich Heckel, Walter Heisig (1902–1984), Eduard Hopf, Wassily Kandinsky, Ernst Ludwig Kirchner, Karl Kluth, Moissey Kogan, Fritz Kronenberg, Fritz Kuhr, Elfriede Lohse-Wächtler, Ewald Mataré, Hans Meier (mutmaßlich der Schweizer Bildhauer; 1910–2002), Ernest Misztrick de Monda, Amedeo Modigliani, Henry Moore, Willi Nass, Rolf Nesch, Emil Nolde, Franz Radziwill, Oskar Schlemmer, Karl Schmidt-Rottluff, Naum Slutzky, Heinrich Stegemann, Fritz Winter, Gustav Heinrich Wolff (1886–1934), Klaus Wrage (1891–1984) und zwei nicht identifizierten Künstlern beschlagnahmt. Viele wurden danach vernichtet.

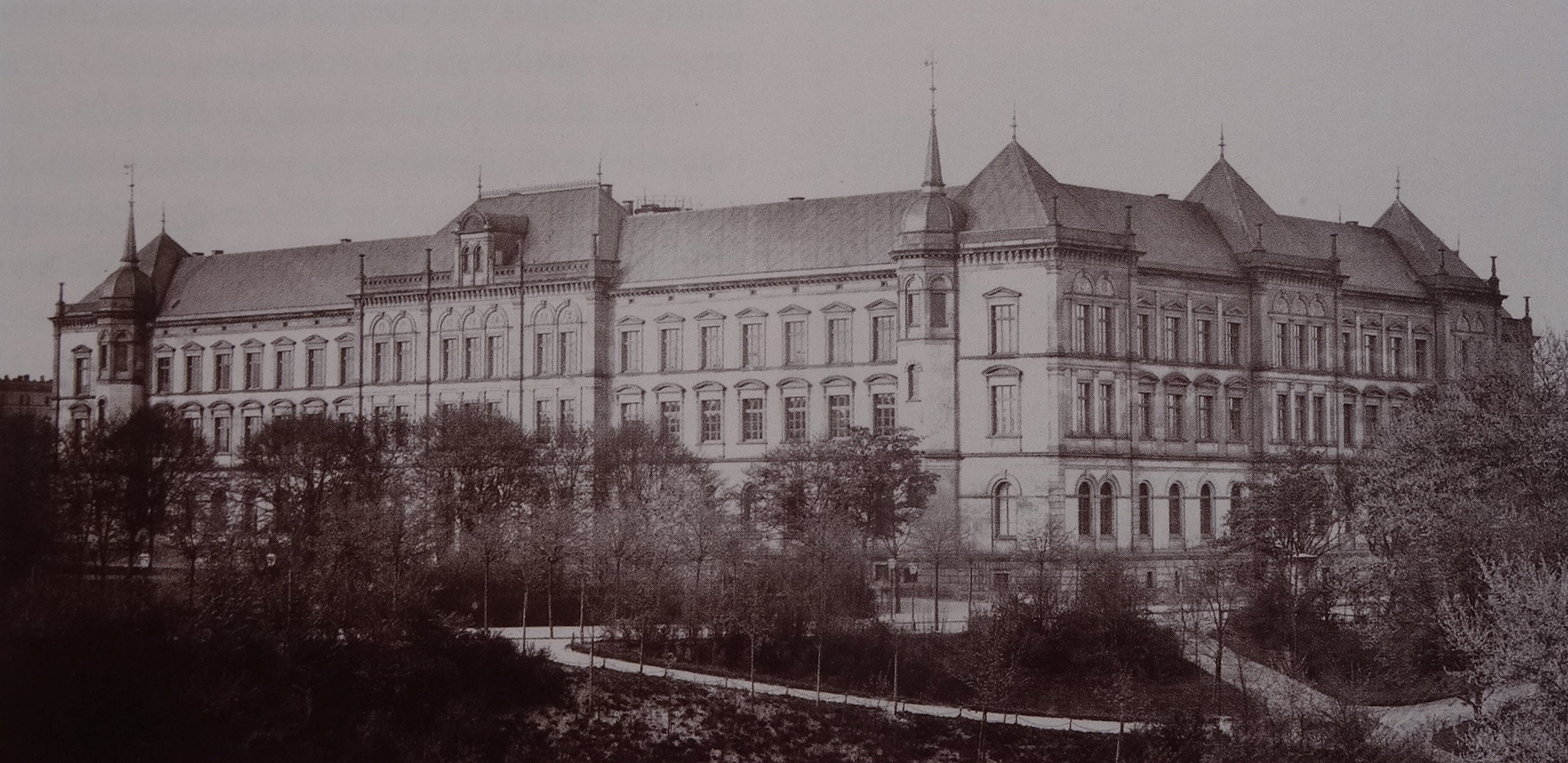
Ansicht von Westen – der heute davor liegende Hauptbahnhof wurde 1906 eröffnet

#### Nach dem Zweiten Weltkrieg
1943 wurde das Gebäude von Bomben teilweise zerstört. Der Wiederaufbau war 1959 beendet. Die ebenfalls im Gebäude befindlichen Schulen wurden nach und nach ausgelagert. Die Gewerbeschule im Museumsgebäude wurde 1975 geschlossen.
1996 wurde eine umfassende Sanierung begonnen, die erst 2012 abgeschlossen wurde. 2000 wurde mit dem „Schümann-Flügel“ ein Erweiterungsbau eröffnet. 2006 wurde der Mittelbau als „Hartog-Flügel“ wiedereröffnet.

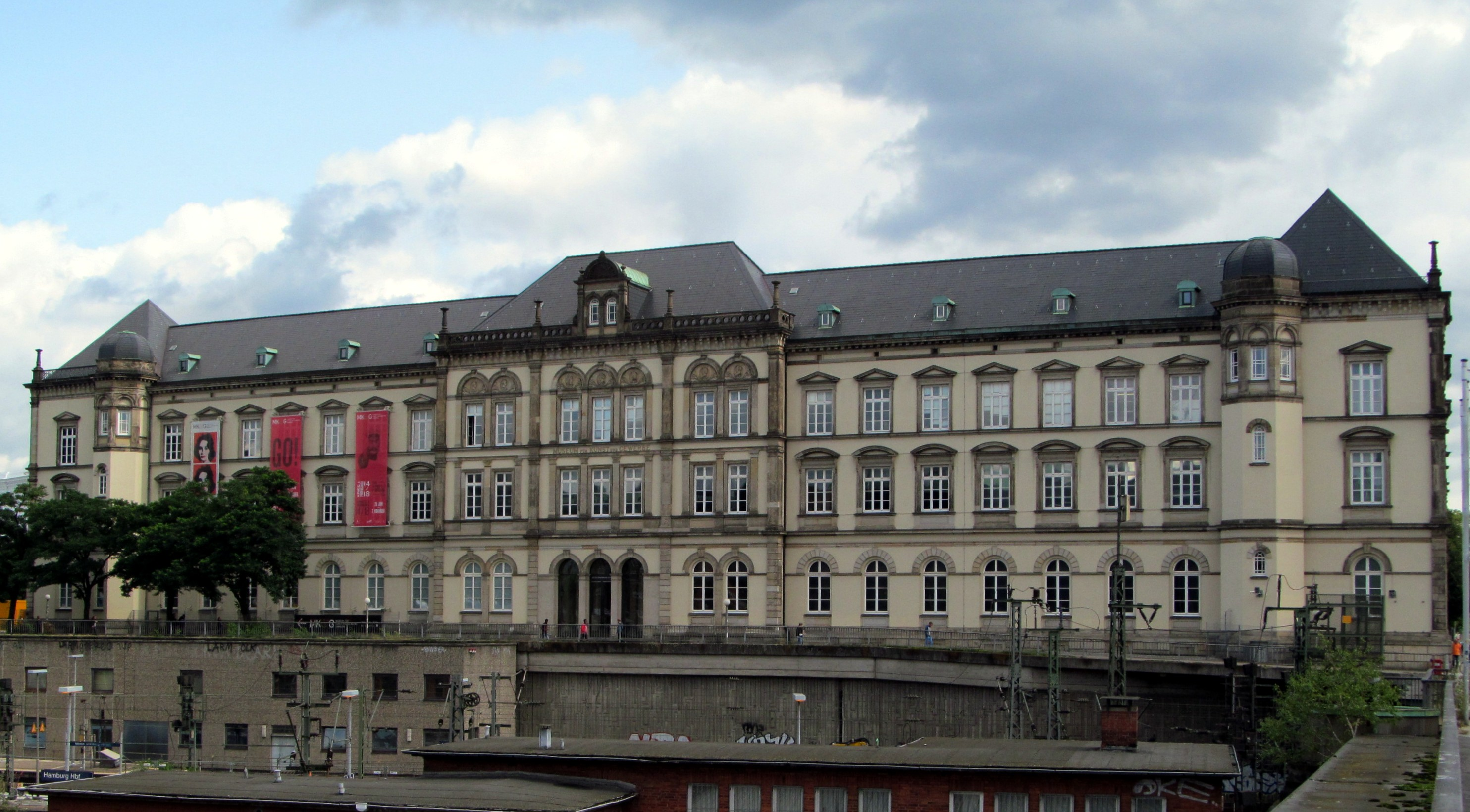
Die Westfassade 2014, darunter die Gleisanlagen des Hauptbahnhofs.

Die 2006 berufene Direktorin Sabine Schulze gestaltete das Museum um. Anlass war der Abschluss der Umbau- und Sanierungsmaßnahmen. Im Zuge der Umgestaltung wurden zeitlich oder thematisch passende Abteilungen zusammengelegt. Darüber hinaus soll eine thematische, epochenübergreifende Präsentation erfolgen. Die Umgestaltung wurde von der Fachpresse gelobt. Die Aufteilung der Porzellan- und Fayenceabteilung erntete jedoch Kritik bei Keramikliebhabern. Ein Schwerpunkt des Museums liegt heute auf kulturgeschichtlichen Aspekten.

### Direktoren
- 1874–1915 Justus Brinckmann
- 1919–1933 Max Sauerlandt
- 1933–1934 (kommissarisch) Hermann Maetzig[17]
- 1934–1937 (kommissarisch) Wilhelm Kleinschmit von Lengefeld[17]
- 1937–1945 (kommissarisch) Konrad Hüseler[17]
- 1947–1961 Erich Meyer[18]
- 1962–1971 Lise Lotte Möller
- 1971–1988 Axel von Saldern
- 1988–2008 Wilhelm Hornbostel
- 2008–2018 Sabine Schulze
- seit 1. Dezember 2018 Tulga Beyerle

### Baugeschichte

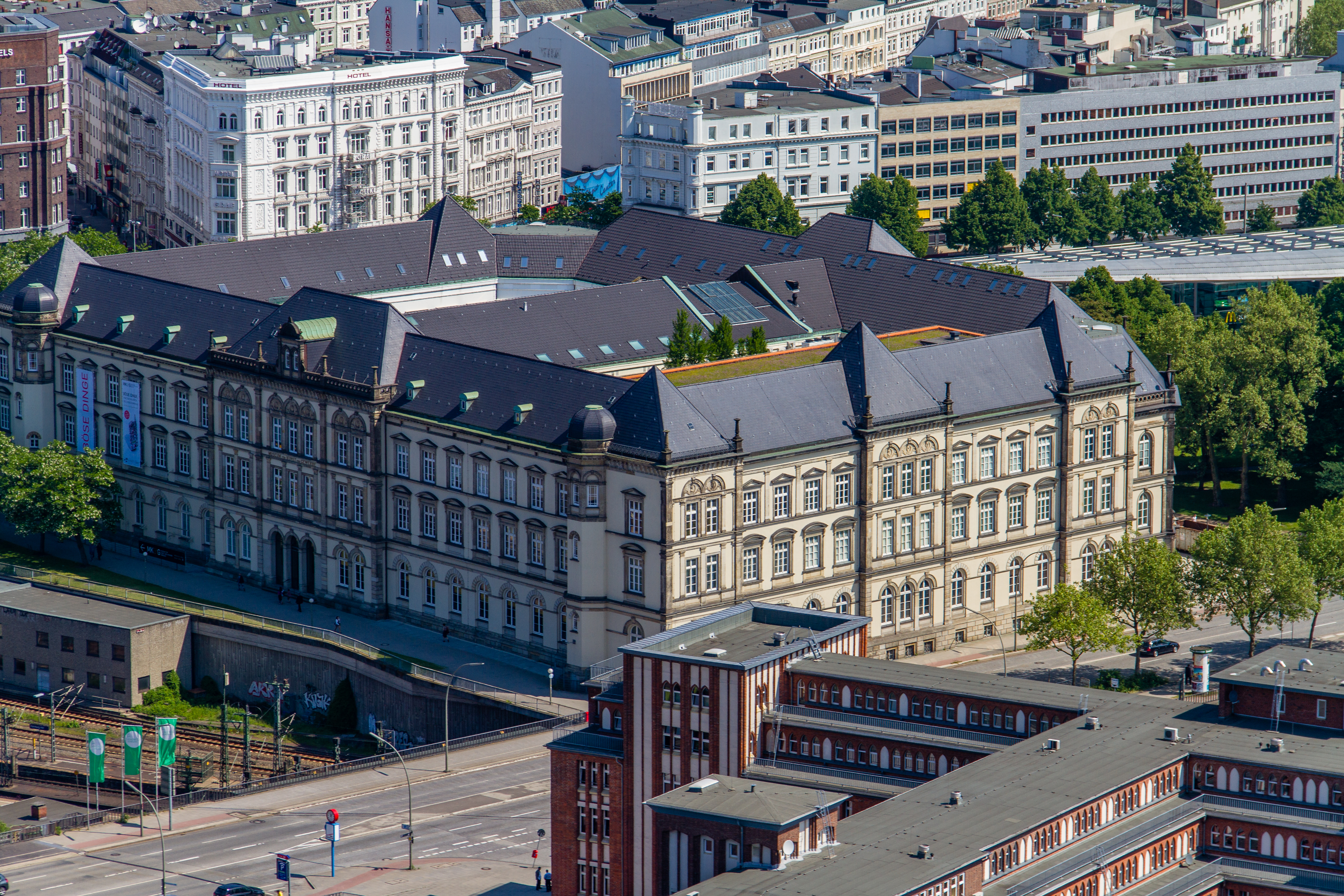
Luftbild von Südwesten 2013, im Vordergrund das ehemalige Bahnpostamt, die heutigen Bücherhallen.

Das Museumsgebäude wurde 1873–1875 nach den Plänen von Carl Johann Christian Zimmermann als Mehrzweckbau erbaut. Für Zimmermann bot sich angesichts der vorgefundenen Größe und Form des Grundstücks bei dieser Bauaufgabe eine Vierflügelanlage mit zwei Innenhöfen an, wie sie bereits in Wien beim Bau der Akademie der bildenden Künste, der Kunstgewerbeschule und des Kunsthistorischen Museums zur Anwendung gekommen war. Denselben Aufbau verwendete er später beim Hamburger Strafjustizgebäude und dem Ziviljustizgebäude. Wenige Jahre Zeit später (Einweihung am 17. September 1891) entstand ähnlich wie in Wien als Pendant zum Haus am Steintorplatz ein Naturhistorisches Museum am Anfang der späteren Mönckebergstraße (heute „Saturn-Immobilie“). Architekten waren Semper und Krutisch. Das Naturhistorische Museum wurde 1943 zerstört.
Im Erdgeschoss befand sich das Museum, in den oberen Stockwerken lagen die Klassenräume einer Allgemeinen Gewerbeschule, einer Kunstgewerbeschule und einer Realschule.
Zu den im heutigen Museumsgebäude untergebrachten Schulen gehörten die Folgenden: Allgemeine Gewerbeschule mit der Schule für Bauhandwerker und gewerbliche Vorschulen, Abend- und Sonntagsschulen, Schule für Maschinenbauer und Techniker, Schule für Bauzeichen und Freihandzeichnen, Staatliche Hauptgewerbeschule mit Tages- und Abendunterricht, Kunstgewerbeschule (bis zum Umzug 1913 in den Neubau am Lerchenfeld), Technische Lehranstalten (Schiff- und Maschinenbau, Elektrotechnik, Schiffsingenieurschule). Die Realschule (später Realgymnasium) des Johanneums (bis zum Umzug 1905 in den Neubau in der Armgartstraße), dann Realschule St. Georg (bis zum Umzug 1907 in den Neubau in der Rostocker Straße), Büro der Oberschulbehörde (bis 1887, erkennbar am großen Staatswappen an der Nordfassade). In alten Adressbüchern finden sich außerdem die Schmiedeschule und die Fachschule der Dentisten, die landwirtschaftliche Fortbildungsschule, staatliche Fortbildungsschulen und das archäologische Seminar. Nach dem Zweiten Weltkrieg befanden sich noch die Bauschule und die Schule für Verfahrenstechnik im Haus.

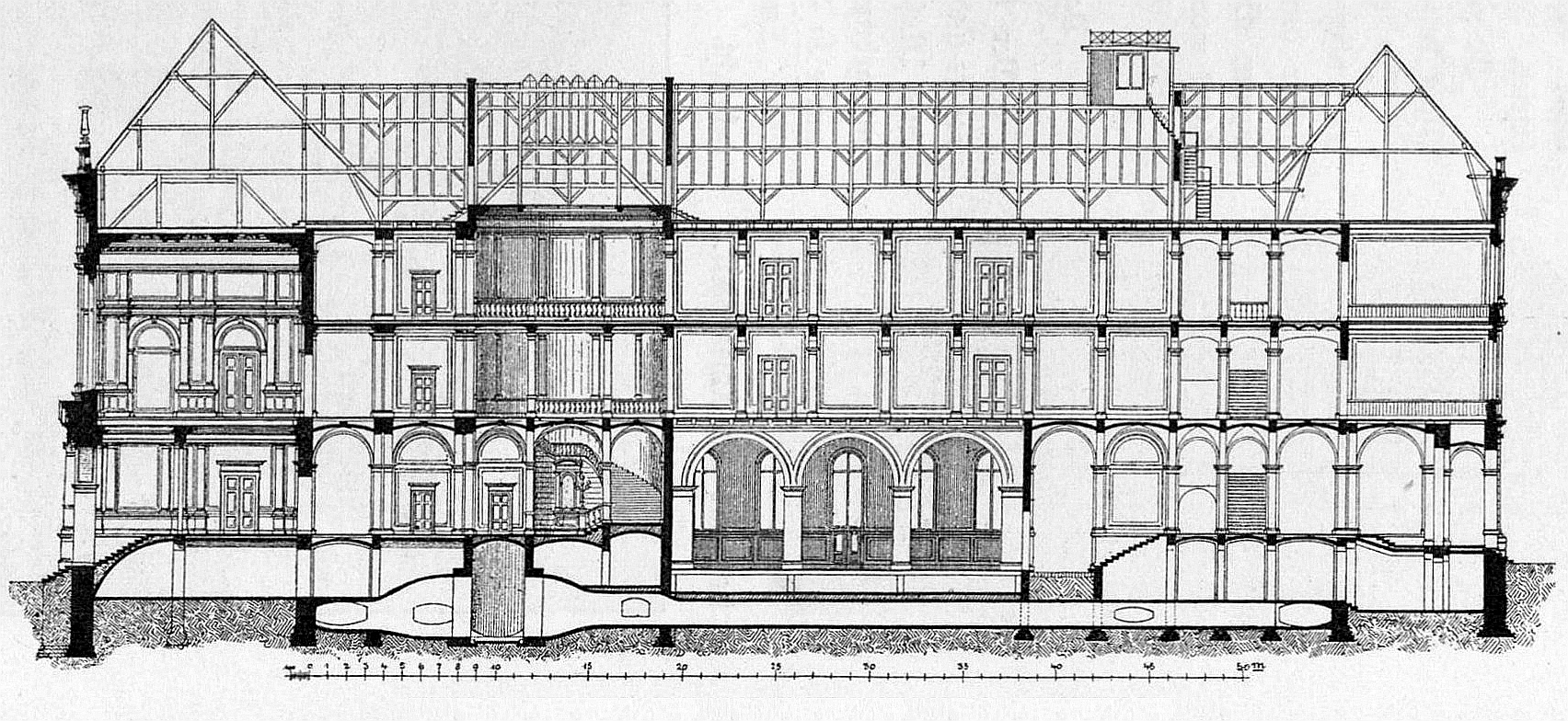
Schnitt durch das Gebäude aus dem Jahr 1890: Links die Aula, in der Mitte die Turnhalle

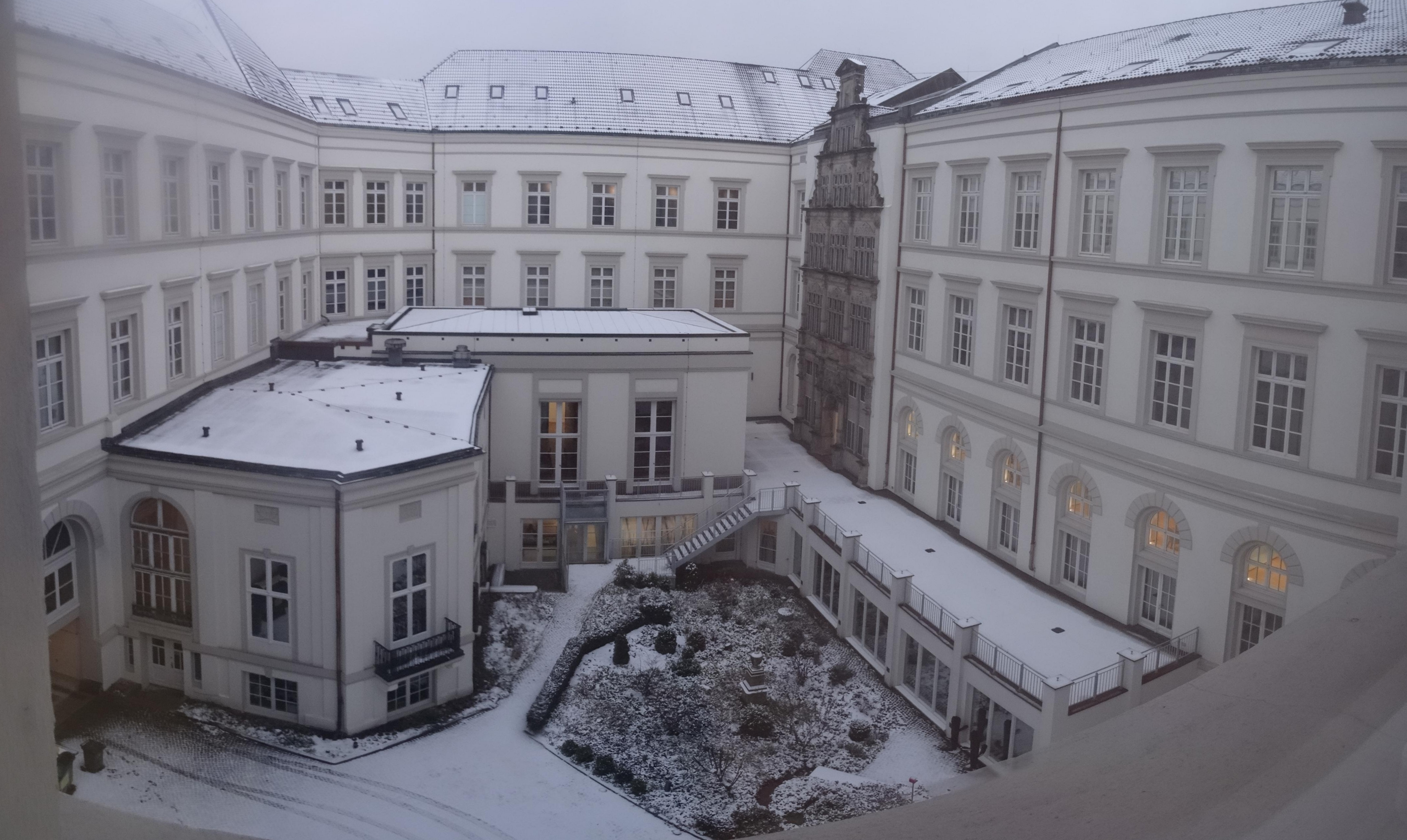
Blick in den Innenhof 2015, deutlich sichtbar sind die nachträglichen Anbauten

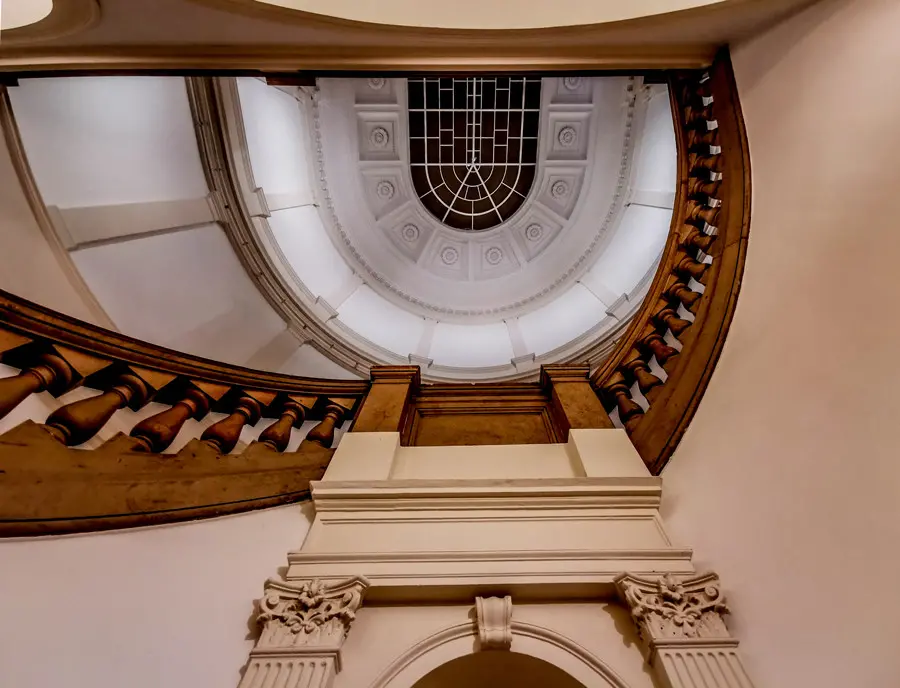
Treppenhaus des Museums für Kunst und Gewerbe

Zwischen den beiden Innenhöfen war im Erdgeschoss eine etwa neun Meter hohe Turnhalle in dem Sockelgeschoss untergebracht. Sie diente der Realschule. Für eine Turnhalle ungewöhnlich und „ganz unzulänglich“ – war sie in der Mitte durch vier mächtige Stützpfeiler unterteilt. Bei Auszug der Realschule wurde 1908 die Turnhalle in einen Ausstellungsraum umgewidmet, 1952 wurde zusätzlich eine Zwischendecke eingezogen, dies geschah auch bei der zuvor zweigeschossigen Aula. Das Gebäude wurde 1981 unter Denkmalschutz gestellt. 2000 wurde der nach Hans-Otto Schümann benannte „Schümann-Flügel“ bezeichnete Erweiterungsbau auf der Fläche des ehemaligen Schulhofs bezogen. Die zuvor im Zwischengeschoss der ehemaligen Turnhalle untergebrachte Bibliothek zog in dessen Souterrain um. Beim Umbau ab 2006 wurden in der Nachkriegszeit vorgenommene Umbauten entfernt, die Mittelachse des Gebäudes wurde zum so genannten „Hartog-Flügel“ umgebaut. Im Zwischengeschoss der ehemaligen Turnhalle fand nun die von Harold A. Hartog gestiftete Porzellan- und Fayence-Sammlung Platz.
Im Jahre 2023 wurde beschlossen, einen zweiten S-Bahn-Tunnel am Hamburger Hauptbahnhof zu bauen. Im Zuge dessen müssen sowohl das Museum als auch andere Kulturinstitutionen ab voraussichtlich 2028 aus ihren Räumlichkeiten temporär ausziehen.

## Organisation

### Trägerschaft
Das Museum wurde 1999 in eine Stiftung öffentlichen Rechts überführt. Das Museum wird von einer Direktorin und einem kaufmännischen Geschäftsführer geleitet.

### Förderverein

Logo der Justus Brinckmann Gesellschaft.

Das Museum ging aus dem 1886 gegründeten „Kunstgewerbeverein zu Hamburg“ hervor. Diese Organisation bestand auch nach der Eröffnung des Museums fort.  1921 gründete Max Sauerlandt die „Justus Brinckmann Gesellschaft“. Diese wurde 1933 aufgelöst, während der Kunstgewerbeverein gleichgeschaltet wurde. Der Verein wurde 1945 wiederbelebt und 1969 in „Justus Brinckmann Gesellschaft“ umbenannt. 1996 beteiligte sich die Justus Brinckmann Gesellschaft durch eine Tochtergesellschaft am Neubau des Schümann-Flügels.
Heute unterstützt die Justus Brinckmann Gesellschaft einzelne Projekte und gibt Publikationen heraus. Anlässlich der jährlich stattfindenden Handwerksmesse, die die  Justus Brinckmann Gesellschaft gemeinsam mit dem Museum veranstaltet, wird der Justus Brinckmann Preis verliehen. Der Verein hat heute 4.000 Mitglieder und ist damit der größte Freundeskreis eines Museums in Deutschland.

## Sammlung und Ausstellungen

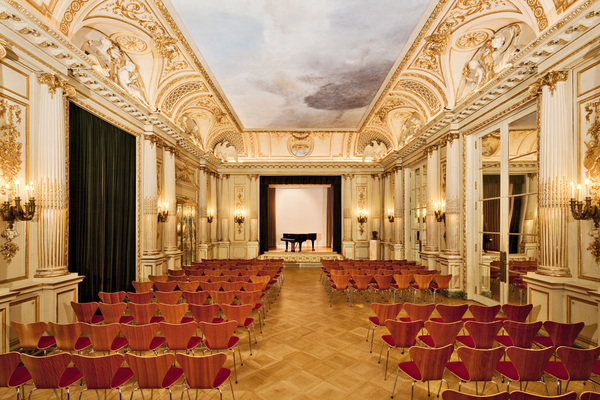
Spiegelsaal, im Januar 2017

Die Sammlungsgebiete sind weit gefächert, gesammelt wird „alles, außer Bilder“, obwohl das Museum über Fotografien, Plakate und Grafiken verfügt. Die Sammlung umfasst insgesamt etwa 500.000 Objekte und wurde 2012 nach fünfzehn Schwerpunkten gegliedert. Die Ausstellungsfläche beträgt 18.000 Quadratmeter, die nicht chronologisch, sondern nach Themen geordnet ist. Hervorzuheben sind mehrere Period Rooms, darunter der Spiegelsaal aus dem Budge-Palais, das „Pariser Zimmer“ und die Spiegel-Kantine.

### Abteilungen
Antike

Die Abteilung Antike wurde nach einer Sanierung der Ausstellungsflächen 2012 neu eröffnet. Es werden etwa 650 altorientalische, ägyptische, griechische, etruskische und römische Werke auf einer Fläche von 400 Quadratmetern gezeigt. Die Präsentation ist chronologisch. Das älteste Objekt ist ein etwa 7.000 Jahre alter Keramikbecher aus Anatolien. Die ägyptischen Exponate werden in einer nachgestellten Grabkammer präsentiert. Seit Dezember 2018 gehört auch die Sammlung Zimmermann als Dauerleihgabe zum Bestand.
Mittelalter bis Renaissance

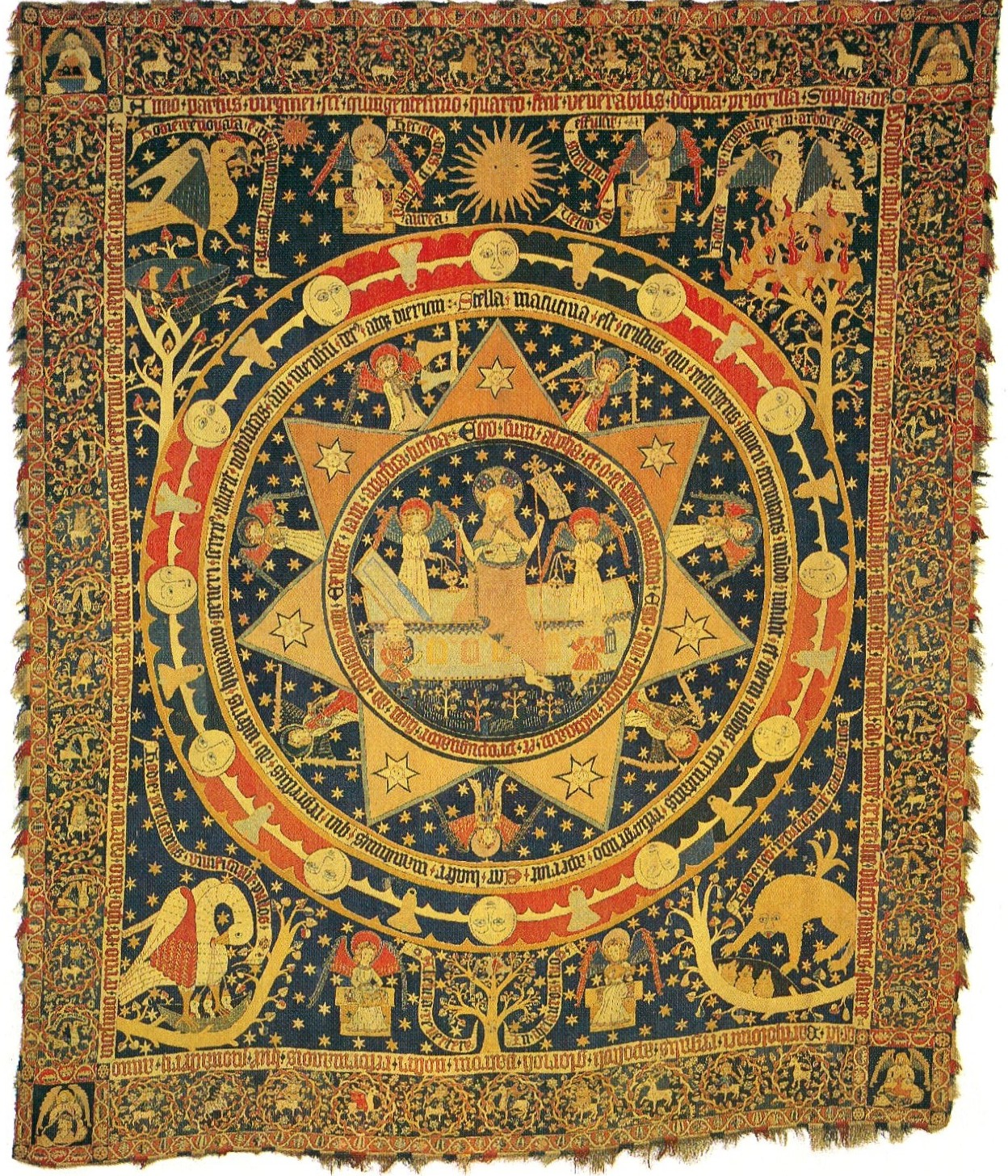
Osterteppich aus dem Kloster Lüne.

Die Abteilung Mittelalter bis Renaissance wurde ebenfalls 2012 neu eröffnet, die Ausstellungsfläche beträgt 220 Quadratmeter. Die mittelalterliche Kunst wird unter dem Leitmotiv des Christentums gezeigt, deren Herzstück der Osterteppich von Lüne ist. Eine weitere Besonderheit ist eine nachgestellte Kunstkammer.
Barock bis Klassizismus

Zur Abteilung ist auch der so genannte Spiegelsaal des Budge-Palais 1909 zu zählen. Er war 1909 dem Budge-Palais in Harvestehude als Gartensaal für Veranstaltungen angefügt worden und ist historistisch ausgestaltet. Der Saal wird heute für Konzerte genutzt. Ebenfalls ausgestellt wird das als Abendrothsches Zimmer bekannte Balkonzimmer aus dem 1832 bis 1836 für August Abendroth als  „bedeutendstes Gesamtkunstwerk“ von Alexis de Chateauneuf erbauten spätklassizistischen Stadtpalais an der Binnenalster, Ecke Neuer Jungfernstieg/Große Theaterstraße mit Innenausstattung, insbesondere Freskenausmalung in Zusammenarbeit mit Erwin Speckter, vollendet von Carl Julius Milde, das 1905 abgerissen wurde.
Buchkunst

Seit den Anfängen des Museums zählt die Buchkunst zu den Sammlungsgebieten. Neben einigen kostbaren Handschriften und Stammbüchern besteht die Sammlung vor allem aus Werken des Buchdrucks: Inkunabeln, historische Drucke, Bibeln und Gesangbücher, Almanache und Kalender, Emblemata, Schreibmeisterbücher bis zu modernen Pressendrucken und künstlerisch gestalteten Bucheinbänden.
Design

Die Abteilung wurde 2012 im Zuge der Neuordnung der Dauerausstellung neu geschaffen. Etwa 1000 Designobjekte werden nach Materialien geordnet ohne besondere Struktur in den Themenräumen „Innovation“, „Subversion“, „Nachhaltigkeit“ und „Branding“ gezeigt. Höhepunkt ist der orangefarbene Raum aus Verner Pantons Spiegel-Kantine aus dem Jahr 1969, die Dieter Rams’ Arbeitszimmer aus der Hamburger Hochschule für bildende Künste gegenübergestellt wird. Er wird auch für Veranstaltungen genutzt.
Fotografie und neue Medien

Die fotografische Sammlung des Museums ist eine der ältesten in Deutschland und umfasst mehr als 75.000 Werke von der Mode- und Sachfotografie über den Bildjournalismus bis hin zur freien künstlerischen Fotografie und dokumentiert so die technische Entwicklung der Fotografie. Wilhelm Weimar sammelte Daguerreotypien, wobei er durch eine Fülle von Überlassungen aus Privatbesitz unterstützt wurde, und verfasste 1914 eine Aufstellung zu Hamburger Daguerreotypisten. Bodo von Dewitz erstellte 1983 den Bestandskatalog. Einen weiteren Schwerpunkt bildet die 1916/1917 angekaufte Sammlung Ernst Juhls, einen anderen die von Fritz Kempe begründete Sammlung zur Geschichte der Fotografie. Axel von Saldern richtete 1985 eine Schausammlung an zentraler Stelle neu ein. F. C. Gundlach stiftete dem Museum 1991 seine Sammlung mit Modefotografien. Die Sammlung wird nur in wechselnden Sonderausstellungen gezeigt.
Moderne

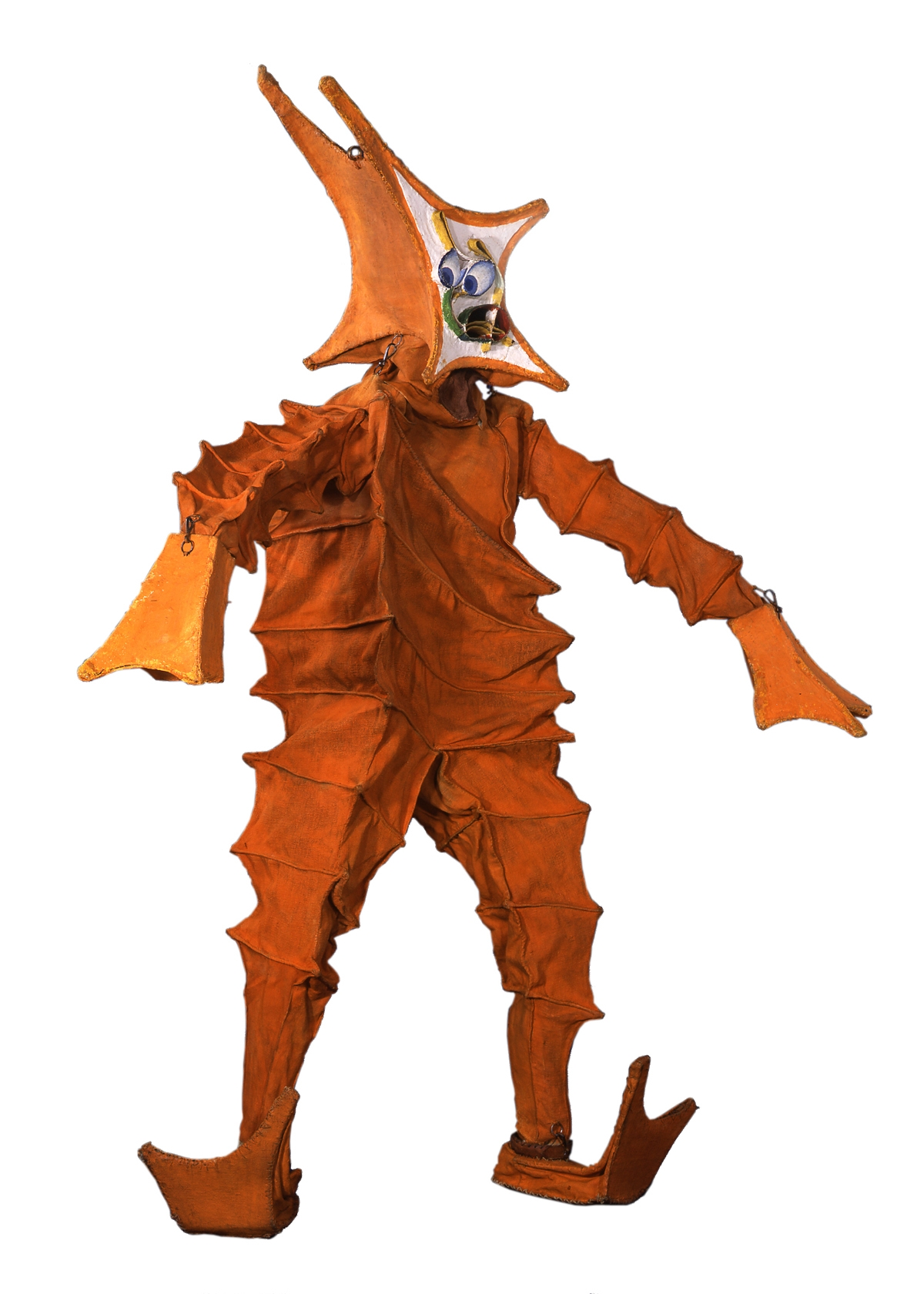
Maskenfigur „Springvieh“ von Lavinia Schulz und Walter Holdt.

Die 2012 neu gestaltete Abteilung Moderne zeigt Möbel, Skulpturen, Bildende Kunst, Kunsthandwerk, Design, Fotografie und Mode vom Anfang des 20. Jahrhunderts. Auf Werken des Expressionismus folgt unter anderem eine Frankfurter Küche von Margarete Schütte-Lihotzky und Möbel aus dem Bauhaus. Als Period Room wird ein Wohnzimmer von Marcel Breuer gezeigt. Ein weiterer Raum ist dem Hamburger Designer Peter Behrens gewidmet.
Plakat

Die Plakatsammlung des Museums ist eine der ältesten und bedeutendsten ihrer Art. Justus Brinckmann sammelte ab den 1880er Jahren Plakate und veranstaltete ab 1892 regelmäßig Plakatausstellungen. Heute umfasst die Sammlung kulturelle Plakate, Produktwerbung und politische Plakate.
Grafik

Die grafische Sammlung legt einen Fokus auf die angewandte Grafik, von der Briefmarke bis zum Plakat. Sie begann als Vorlagensammlung für die dem Museum angegliederte Gewerbeschule. Ausgangspunkt sind Ornamentstiche, Schwerpunkte liegen in den Nachlässen von Carl Otto Czeschka, Alfred Mahlau und Oskar Hermann Werner Hadank. Die Ausstellung ist wegen der Lichtempfindlichkeit der Stücke wechselnd.
Jugendstil

Die Abteilung „Jugendstil“ gründet auf Stücken, die der Gründungsdirektor Justus Brinckmann 1900 auf der Pariser Weltausstellung erworben hatte. Dazu gehören Möbel und Teppiche, Glas und Keramik, Schmuck, Buch- und Plakatkunst. Damit beherbergt das Museum eine der bedeutendsten Jugendstil-Sammlungen der Welt. Kernstück der Abteilung ist der „Pariser Saal“ als Gesamtensemble.
Keramik

Die herausragende Porzellansammlung des Museums deckt die meisten großen Manufakturen des 17. und 18. Jahrhunderts ab. Dazu kommt chinesisches Porzellan aus der Sammlung Harold A. Hartog und frühes Fürstenberger Porzellan aus der Sammlung Reichmann. Die 2006 eigens geschaffenen Ausstellungsräume wurden zugunsten des Rückbaus der schon 1908 zum Ausstellungsraum umgewidmeten Turnhalle wieder aufgegeben. Die Sammlung wird seitdem thematisch getrennt gezeigt.
Mode

Die Modesammlung umfasst mehr als zehntausend Einzelteile von der Mitte des 18. Jahrhunderts bis heute. Dazu gehören Stücke von Christobál Balenciaga, Yves Saint Laurent, André Courrèges, Wolfgang Joop, Martin Margiela und Alexander McQueen. Sie wird ergänzt durch andere Beispiele aus der Antike, aus Ostasien und christliche Ornate; einen Schwerpunkt stellt das zeitgenössische japanische Modedesign dar, darunter Modelle von Issey Miyake. Wegen der Lichtempfindlichkeit der Stücke wird auch hier immer nur ein Teil ausgestellt.
Ostasien

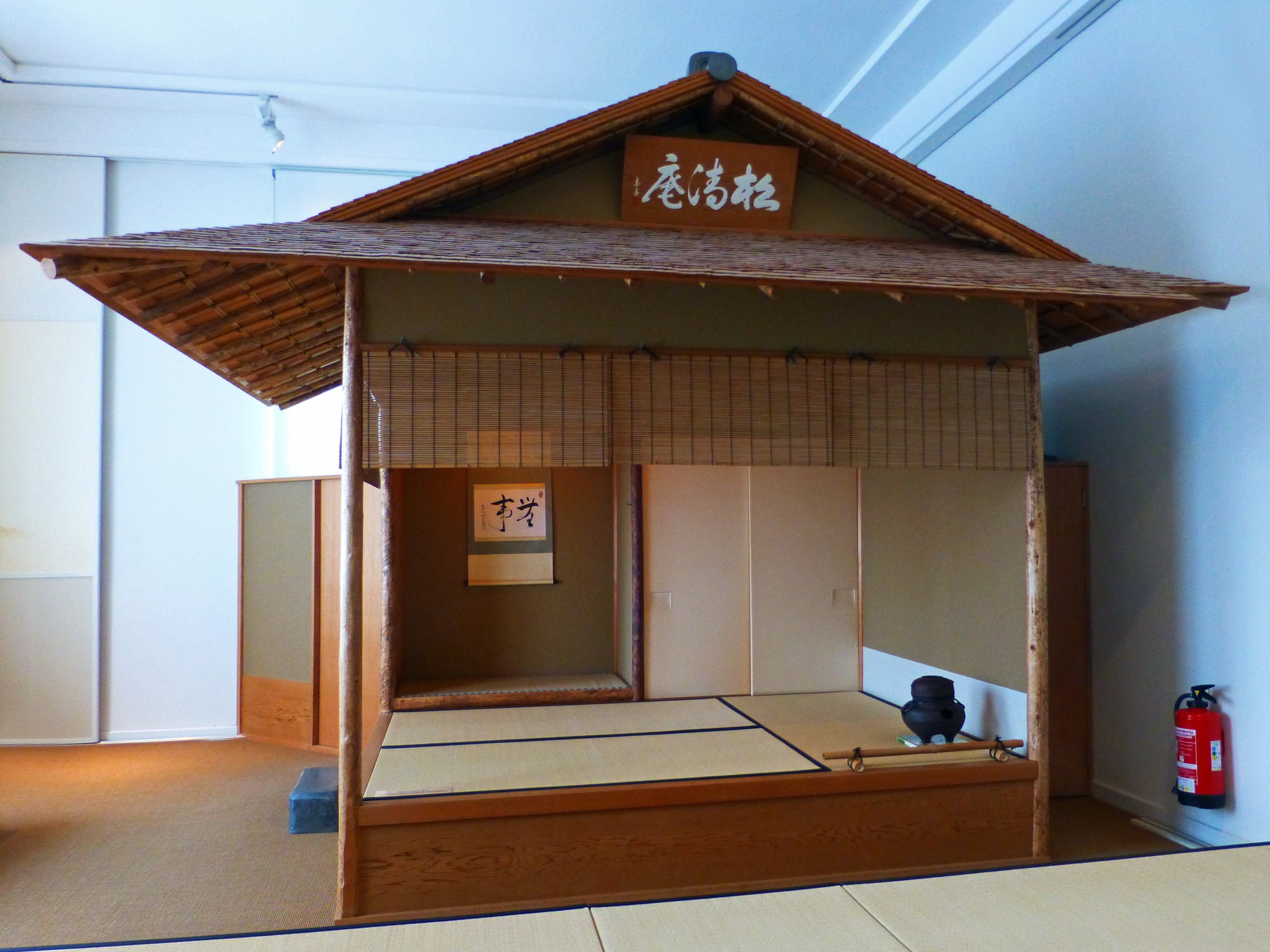
Japanisches Teehaus.

Aus Wien brachte Brinckmann im Jahr vor der Eröffnung des Museums 324 Objekte mit, darunter japanische Kunst.
Die Abteilung wurde 2012 unter dem Namen „Buddhismus“ neu eröffnet; in der Dauerausstellung werden 100 Stücke gezeigt. Die Sammlung asiatischer Kunstwerke gehört weltweit zu den größten ihrer Art. Zur Abteilung gehört auch ein Konvolut von 2000 japanischen Schwertstichblättern, Tsubas, die die größte derartige Sammlung außerhalb Japans ist. Als Period Room wird ein japanisches Teehaus gezeigt.
Islamische Kunst

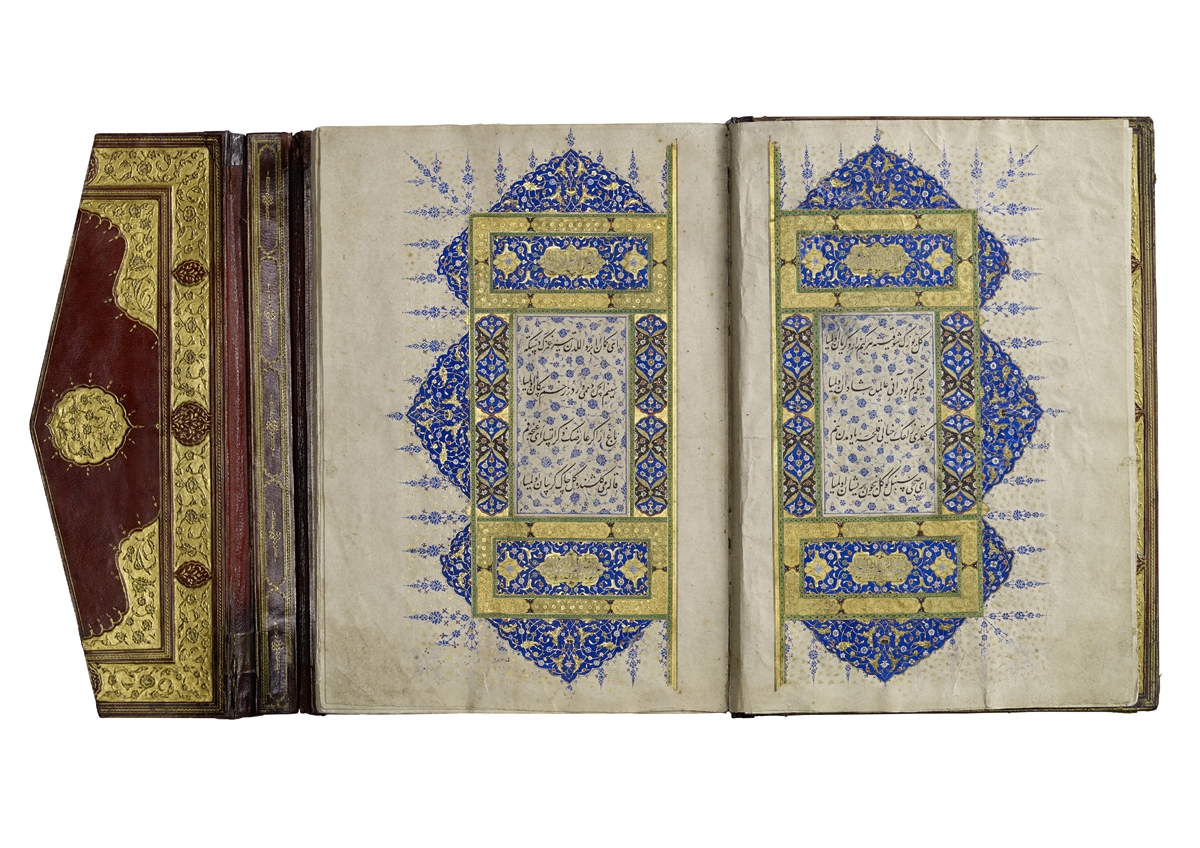
Gedichtband (Diwan) mit Liebesliedern von Sultan Süleyman I.

Die Abteilung „Islamische Kunst“ wurde 2015 neu eröffnet; ausgestellt werden etwa 270 Gegenstände. Die Präsentation soll den Islam als Hochkultur erklären und „Vorurteile entkräften“. Gemeinsam mit dem Museum für Islamische Kunst in Berlin besitzt das Museum für Kunst und Gewerbe eine der bedeutendsten Islam-Sammlungen in Deutschland. Justus Brinckmann erwarb große Teile der Sammlung zwischen 1880 und 1915. Das international bekannte Werk ist eines von drei Exemplaren eines Gedichtsbands des osmanischen Sultans Süleyman des Prächtigen.
Musikinstrumente

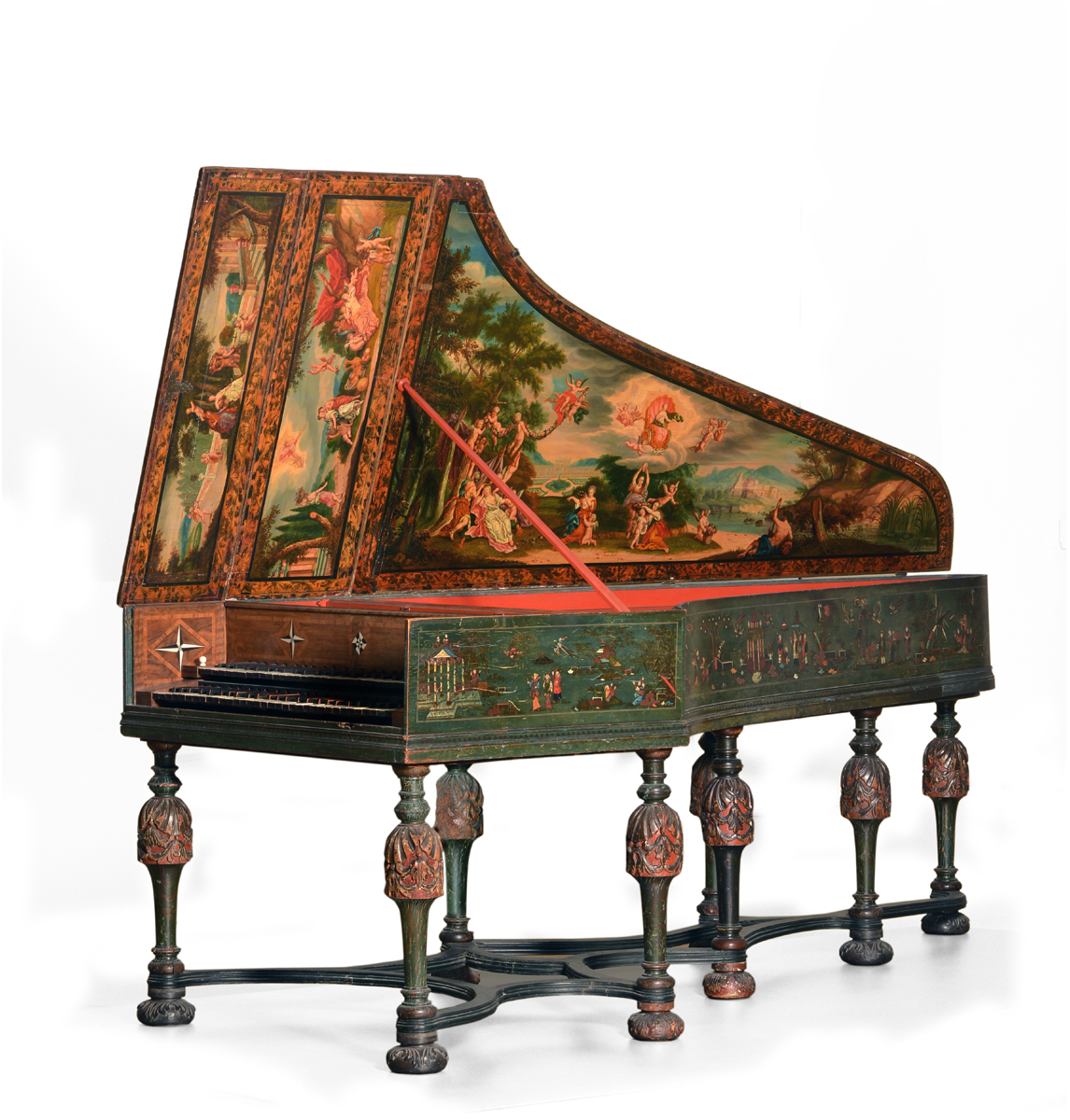
Zweimanualiges Cembalo von Christian Zell.

Die Sammlung historischer Musikinstrumente umfasst 700 Gegenstände, darunter 12 aufwändig verzierte Saiteninstrumente von Joachim Tielke und ein Cembalo von Christian Zell. Wesentlich erweitert wurde die Sammlung im Jahr 2000 um historische Tasteninstrumente aus der Sammlung Andreas E. Beurmanns und 2011 um etwa 250 Streich- und Holzblasinstrumente aus der Sammlung Wolfgang Hanneforths. Die Instrumente sind zu einem großen Teil spielbar. Zu den Exponaten zählen auch eine Doppelpedalharfe und als Dauerleihgabe ein Flügel der seinerzeit renommierten Firma Sébastien Érard.

### Sonderausstellungen
Die Sonderausstellungsflächen liegen seit der Umgestaltung nebeneinander im ersten Stock. Die erfolgreichste Sonderausstellung des Museums war die Schau „Tutanchamun“, die 1981 rund 620.000 Besucher anlockte und als erste „Blockbuster-Ausstellung“ Deutschlands gilt.
In einem Galerieraum wird aus einer Dauerleihgabe der Hamburger Sparkasse eine Auswahl aus 350 Ölgemälden, Aquarellen und Zeichnungen der Hamburger Sezession gezeigt.

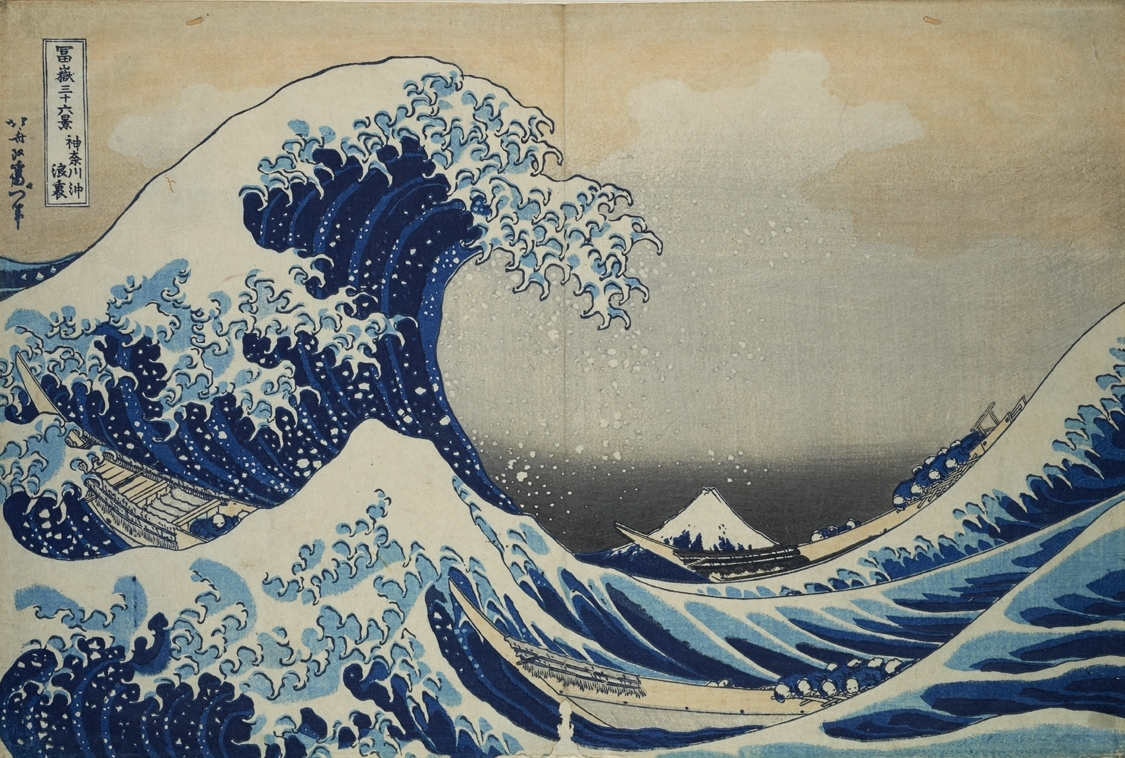
„Die große Welle vor Kanagawa“ von Hokusai aus der Abteilung Ostasien ist das beliebteste Werk der Sammlung Online.

Unter dem Namen „Sammlung Online“ betreibt das Museum seit 2015 eine Website, auf der Digitalisate (Fotografien und Scans) vieler Sammlungsgegenstände abrufbar sind, deren urheberrechtlicher Schutz abgelaufen ist. Das Museum verzichtet dabei als erstes Museum in Deutschland auf seine Rechte an den angefertigten Abbildungen, so dass diese zu beliebigen (auch kommerziellen) Zwecken weiterverwendet werden können.

### Freiraum
Der Freiraum im MK&G ist der Treff- und Projektraum für  Gäste und Mitarbeitende des Hauses sowie die direkte und indirekte Nachbarschaft Hamburgs. Seit September 2020 ist er kostenfrei während der Öffnungszeiten des Museums zugänglich und lädt zum Verweilen, Lesen, Arbeiten und Diskutieren ein. Das kuratorische Team entwickelt in Korrespondenz zu den Ausstellungen des MK&G und in Kooperation mit Gruppen und Initiativen der Stadt zudem Veranstaltungen, Zusammenkünfte und Anlässe, die den Raum temporär aktivieren und zur gegenseitigen Vermittlung einladen.

### Bibliothek
Das Museum besitzt seit seiner Gründung eine kunstwissenschaftliche Fachbibliothek mit einem Schwerpunkt auf der angewandten Kunst. Sie verfügt über einen Bestand von etwa 200.000 Bänden. Seit der Neueinrichtung im Schümann-Flügel im südlichen Innenhof des Museums im Jahr 2000 trägt die Museumsbibliothek im Untergeschoss den Namen „Gerd Bucerius-Bibliothek“ als Dank an die ZEIT-Stiftung Ebelin und Gerd Bucerius, die das Kompaktmagazin und die elektronische Katalogisierung finanzierte. Der gesamte Buchbestand der Bibliothek ist im elektronischen Verbundkatalog des Gemeinsamem Bibliotheksverbund GBV erfasst und öffentlich zugänglich.

### Destille
Die Destille ist ein Restaurant/Café in Selbstbedienung im Ersten Obergeschoss mit Blick auf einen begrünten Innenhof.

## Filme
- Museum für Kunst und Gewerbe Hamburg (= Museums-Check. Folge 55). Reportage, 30 Min., Moderation: Markus Brock, Produktion: 3sat. Erstausstrahlung: 3. März 2019.[41]

## Veröffentlichungen

### Über das Museum
- David Klemm: Von den Anfängen bis 1945 (= Wilhelm Hornbostel, Das Museum für Kunst und Gewerbe Hamburg [Hrsg.]: Das Museum für Kunst und Gewerbe Hamburg. Band 1). Museum für Kunst und Gewerbe, Hamburg 2004, ISBN 3-923859-60-0.

### Museumsführer
- Justus Brinckmann: Führer durch das Hamburgische Museum für Kunst und Gewerbe. Zugleich ein Handbuch der Geschichte des Kunstgewerbes. Verlag des Museums für Kunst und Gewerbe, Hamburg 1894
  - Band 1, mit 431 Abbildungen, zumeist nach Aufnahmen von Wilhelm Weimar, (Textarchiv – Internet Archive)
  - Band 2 (Textarchiv – Internet Archive).
- Konrad Hüseler: Hamburgisches Museum für Kunst und Gewerbe - Bildführer. Selbstverlag, Hamburg 1938.

### Ausstellungskataloge (Auswahl)
- Wilhelm Hornbostel (Hrsg.): Voila! Glanzstücke historischer Moden 1750-1960. Prestel, Hamburg 1991, ISBN 978-3-7913-1117-3, S. 192 (Mit Beiträgen von Leonie von Wilkens, Wilhelm Hornbostel, Ursula Strate und Angelika Reschke. Photographien von Gabriele und Thomas Zimmermann. 8. Februar bis 5. Mai 1991).
- Rüdiger Joppien: Hermann und Richard Mutz. Keramik des Jugendstils, Vorwort von Wilhelm Hornbostel. Katalog zur Ausstellung im Museum für Kunst und Gewerbe, Hamburg 2002
- Sabine Schulze, Silke Oldenburg, Manuela van Rossem (Hrsg.): Objekte erzählen Geschichte. Die Sammlung des Museums für Kunst und Gewerbe. Hatje Cantz, Ostfildern 2014, ISBN 978-3-7757-3702-9.
- Sabine Schulze (Hrsg.): Body and Soul. Menschenbilder aus vier Jahrtausenden. Eigenverlag des Museums für Kunst und Gewerbe Hamburg, Hamburg 2010, ISBN 978-3-923859-75-7.

### Bilderhefte (Auswahl)
- Renate Scholz: Goldschmiedearbeiten: Renaissance und Barock (= Museum für Kunst und Gewerbe [Hrsg.]: Bilderhefte des Museums für Kunst und Gewerbe. Band 11). Museum für Kunst und Gewerbe, Hamburg 1974, S. 106.
- Jörg Rasmussen: Deutsche Kleinplastik der Renaissance und des Barock (= Museum für Kunst und Gewerbe [Hrsg.]: Bilderhefte des Museums für Kunst und Gewerbe. Band 12). Museum für Kunst und Gewerbe, Hamburg 1975, S. 126.
- Hermann Jedding: Volkstümliche Keramik aus deutschsprachigen Ländern (= Museum für Kunst und Gewerbe [Hrsg.]: Bilderhefte des Museums für Kunst und Gewerbe. Band 13). 1. Auflage. Museum für Kunst und Gewerbe, Hamburg 1976, S. 124.
- Fritz Kempe: Photographie. Zwischen Daguerreotypie und Kunstphotographie (= Museum für Kunst und Gewerbe [Hrsg.]: Bilderhefte des Museums für Kunst und Gewerbe. Band 14). Museum für Kunst und Gewerbe, Hamburg 1977, S. 156.
- Heinz Spielmann: Räume und Meisterwerke der Jugendstil-Sammlung (= Museum für Kunst und Gewerbe [Hrsg.]: Bilderhefte des Museums für Kunst und Gewerbe. Band 15). Museum für Kunst und Gewerbe, Hamburg 1977, S. 128.
- Margarete Jarchow: Fayencen des 18. Jahrhunderts aus Schleswig-Holstein (= Museum für Kunst und Gewerbe [Hrsg.]: Bilderhefte des Museums für Kunst und Gewerbe. Band 16). Museum für Kunst und Gewerbe, Hamburg 1985, S. 147.
- Petra Benteler: Photographie von 1945-1985 (= Museum für Kunst und Gewerbe [Hrsg.]: Bilderhefte des Museums für Kunst und Gewerbe. Band 19). Museum für Kunst und Gewerbe, Hamburg 1987, S. 96.
- Maritheres Gräfin Preysing: Spitzen (= Museum für Kunst und Gewerbe [Hrsg.]: Bilderhefte des Museums für Kunst und Gewerbe. Band 20). Museum für Kunst und Gewerbe, Hamburg 1987, S. 106.
- Gisela Schulz: Malerbücher und Verwandtes (= Museum für Kunst und Gewerbe [Hrsg.]: Bilderhefte des Museums für Kunst und Gewerbe. Band 21). Museum für Kunst und Gewerbe, Hamburg 1987, S. 126.
- Ruth Malhotra: Politische Plakate 1914–1945 (= Museum für Kunst und Gewerbe [Hrsg.]: Bilderhefte des Museums für Kunst und Gewerbe. Band 22). Museum für Kunst und Gewerbe, Hamburg 1988, S. 111.

### Dokumente der Photographie (Auswahl)
- Fritz Kempe, Odette M. Appel-Heyne: Nicola Perscheid, Arthur Benda, Madame d'Ora (= Museum für Kunst und Gewerbe [Hrsg.]: Dokumente der Photographie. Band 1). Museum für Kunst und Gewerbe, Hamburg 1980, S. 171.
- Bodo von Dewitz, Fritz Kempe: Daguerreotypien (= Museum für Kunst und Gewerbe [Hrsg.]: Dokumente der Photographie. Band 2). Museum für Kunst und Gewerbe, Hamburg 1983, S. 286.
- Margret Kruse, Jens Jäger: Kunstphotographie um 1900. Die Sammlung Ernst Juhl (= Museum für Kunst und Gewerbe [Hrsg.]: Dokumente der Photographie. Band 3). Museum für Kunst und Gewerbe, Hamburg 1989, S. 309.
- Horst Walter Scholz, Claudia Gabriele Philipp und Harald Dubau: Photographische Perspektiven aus den zwanziger Jahren (= Museum für Kunst und Gewerbe [Hrsg.]: Dokumente der Photographie. Band 4). Museum für Kunst und Gewerbe, Hamburg 1994, S. 234.